# Nyctibiidae
Los nictibios (Nyctibiidae) o urutaúes, son una familia de aves nictibiformes, conformada por dos géneros. Son especies insectívoras nocturnas propias de América del Sur, Central e islas del Caribe. Estas aves carecen de las cerdas alrededor de la boca características de los chotacabras. Cazan en vuelo desde una percha. Durante el día se posan erguidos en los tocones de los árboles secos, camuflados como una rama. Ponen un solo huevo manchado, directamente sobre un tocón. El periodo de incubación es de 33 días aproximadamente, el huevo es calentado y cuidado por el macho durante el día y por la hembra durante la noche, ambos padres se turnan para la incubación del huevo. 

## Taxonomía
La presente familia fue tradicionalmente tratada como monotípica, con un único género, Nyctibius, hasta que los estudios de Costa y Donatelli (2009) demostraron que la especie Nyctibius bracteatus, de diferente color rufo, y morfología del cráneo tan diferente de los otros nictibios, debería ser colocada en un género propio.  Costa et al. (2017) nombraron un nuevo género para la especie: Phyllaemulor. El cambio taxonómico fue aprobado en la Propuesta No 927 al Comité de Clasificación de Sudamérica (SACC).
Hasta recientemente hizo parte del orden Caprimulgiformes, pero los más recientes análisis indicaban que el orden, como tradicionalmente definido no era monofilético, con Steatornis y Nyctibiidae basales al resto. En la Propuesta No 703 al Comité de Clasificación de Sudamérica (SACC) se aprobó la colocación de Steatornis y Nyctibiidae en órdenes propios: Steatornithiformes y Nyctibiiformes respectivamente.

## Lista de géneros y especies
Según las clasificaciones del Congreso Ornitológico Internacional (IOC) y Clements checklist/eBird la familia agrupa a los siguientes géneros y especies con el respectivo nombre popular de acuerdo con la Sociedad Española de Ornitología (SEO):
| Imagen | Género                                                             | Especies |
| ------ | ------------------------------------------------------------------ | --- |
|        | Nyctibius Vieillot, 1816                                           | - Nyctibius grandis - nictibio grande; - Nyctibius aethereus - nictibio colilargo; - Nyctibius jamaicensis - nicitibio jamaicano; - Nyctibius griseus - kakuy - Nyctibius maculosus - nictibio andino; - Nyctibius leucopterus - nictibio aliblanco. |
|        | Phyllaemulor Costa, Whitney, Braun, White, Silveira & Cleere, 2017 | - Phyllaemulor bracteatus - nictibio rufo. |